# Ron MacLean

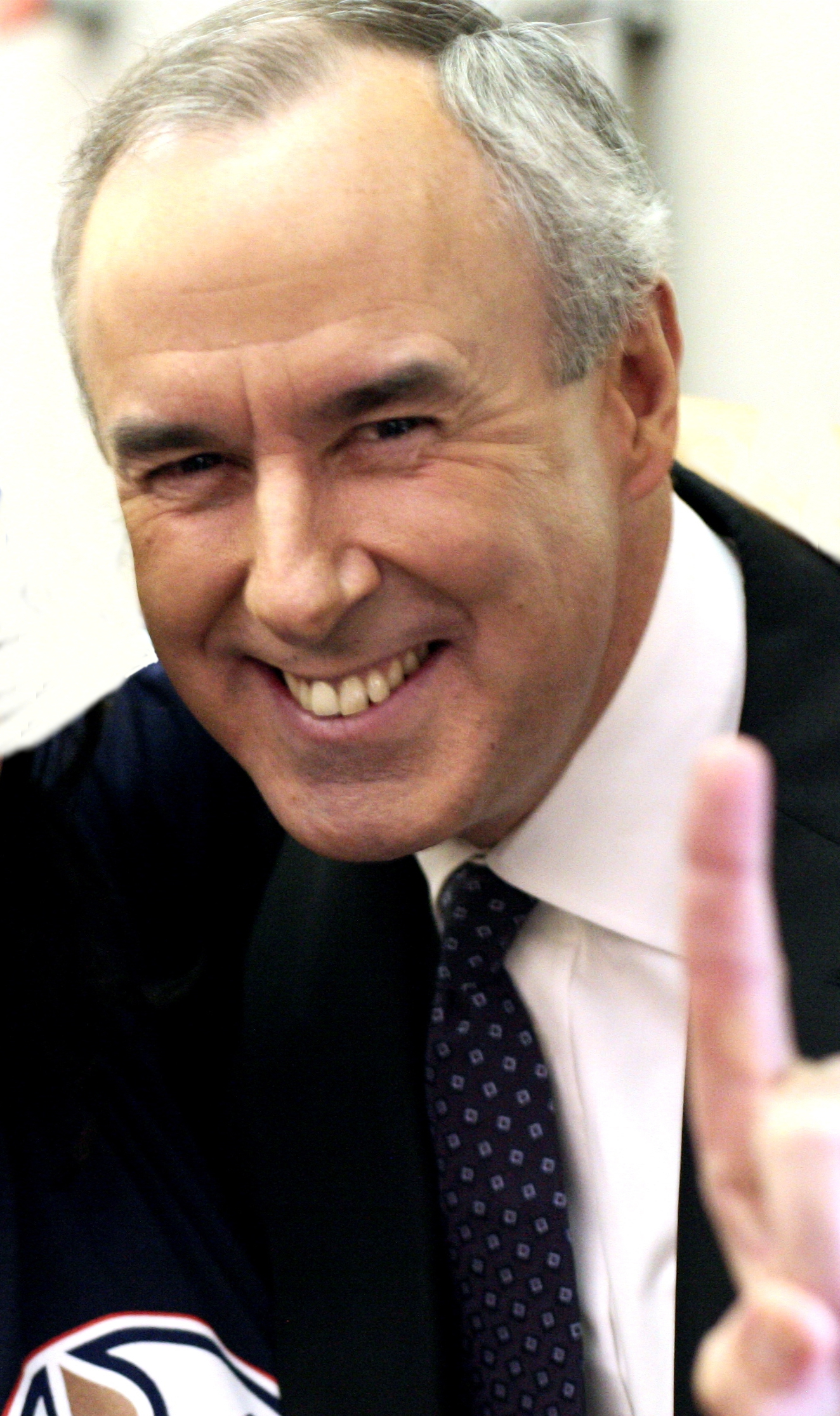
Ron MacLean, 2006

Ronald Joseph MacLean (* 12. April 1960 in Zweibrücken, Deutschland) ist ein kanadischer Sportjournalist beim Fernsehsender CBC und berichtet hauptsächlich über den Eishockeysport in der Sendung Hockey Night in Canada.

## Karriere

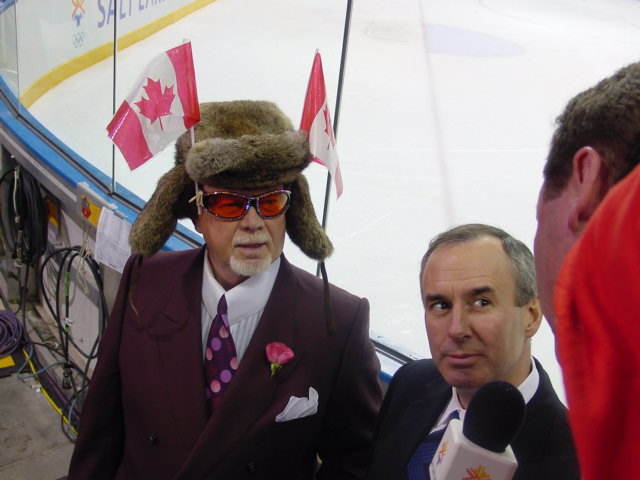
MacLean (rechts) mit Co-Moderator Don Cherry

Ron MacLean kam zur Welt, als sein Vater als Offizier der Royal Canadian Air Force in Deutschland stationiert war. 14 Monate nach MacLeans Geburt kehrten sie nach Kanada zurück, wo er in den Provinzen Nova Scotia und Alberta aufwuchs.
1978 begann MacLean seine Karriere mit einem Teilzeitjob als Radiosprecher und Moderator beim lokalen Radio- und Fernsehsender CKRD. Sechs Jahre später wurde er vom unabhängigen Fernsehsender CFAC mit Sitz in Calgary angestellt, um die Übertragung der Spiele des lokalen NHL-Teams, den Calgary Flames, zu moderieren. Kurz trat er auch in den regionalen Nachrichten als Sprecher für die Sportmeldungen auf.
1986 wechselte er schließlich zum nationalen Fernsehsender CBC, wo er anfangs die Berichterstattung zu den Spielen der Toronto Maple Leafs aus der NHL moderierte und im Jahr darauf Hauptmoderator für die landesweite Übertragung der Primetime-Sendung Hockey Night in Canada wurde. Als populärster Teil der Sendung gilt das Segment Coach’s Corner, das MacLean bereits seit 1987 zusammen mit dem ehemaligen NHL-Trainer Don Cherry moderiert, und in dem das aktuelle Spiele analysiert sowie Vorkommnisse in der Liga zum Teil sehr kontrovers diskutiert werden.
Im Laufe seiner Karriere bei CBC ist MacLean auch abseits der NHL bei TV-Übertragungen aktiv. So gehört er seit 1988 zum Moderatorenteam der CBC bei Olympischen Sommer- und Winterspielen und wirkte mehrere Male bei den Übertragungen von Leichtathletik-Weltmeisterschaften mit.
Sein Engagement bei CBC fand im Jahr 2002 beinahe ein Ende, als sich der Sender und MacLean zuerst auf keinen neuen Vertrag einigen konnten und MacLean drohte, zu einem anderen Sender zu wechseln. Die Reaktionen der Medien und der Zuschauer führten schließlich doch zu einer Einigung.
Für seine Arbeit wurde MacLean mit fünf Gemini Awards ausgezeichnet, darunter drei Preise als bester Moderator einer Sportsendung.

## Tätigkeit als Schiedsrichter
Ron MacLean war neben seiner Tätigkeit beim Fernsehen auch als Schiedsrichter im Amateurbereich aktiv. Er leitete Spiele im Junioren- und Seniorenbereich sowie in Universitätsligen in Kanada. Am 29. September 2006 erlebte er den Höhepunkt seiner Schiedsrichterlaufbahn, als er ein NHL-Vorbereitungsspiel zwischen den Buffalo Sabres und den Pittsburgh Penguins leitete. Mittlerweile hat MacLean aber seine Schiedsrichtertätigkeit beendet.

## Auszeichnungen
- Gemini Award[2]
  - 1992 Bester Sportreporter
  - 1994 Bester Sportreporter
  - 2004 Bester Moderator einer Sportsendung
  - 2006 Bester Moderator einer Sportsendung
  - 2007 Bester Moderator einer Sportsendung